# チチジマクロキ
チチジマクロキ（父島黒木、学名：Symplocos pergracilis ）はハイノキ科ハイノキ属の常緑低木。

## 特徴
樹高は1-2mになり、枝は黒紫色をおび、毛は無く、細くて屈曲する。葉は単葉で互生し、長さ3-5cm、幅1.5-2.5cm、先端は円く、基部はくさび形になり、葉柄は長さ1-1.3cmになる。葉質は薄い革質で、縁はわずかに裏面側に反り返る。
花期は10-12月。花は葉腋に単生し、径7-10mmの淡黄色で、花冠は5深裂する。苞、萼裂片、花冠裂片ともにその先端は円く、縁に毛がある。雄蕊は多数あり、花冠より長い。果実は長楕円形で長さ約15mmになり、翌年の秋に黒く熟す。

## 分布と生育環境
日本の小笠原諸島の父島に特産する。現存する個体は50個体程度であるとして、環境省の絶滅危惧IA類(CR)に選定されていた。
同じ小笠原諸島には、父島に特産する、葉が著しく裏面側に巻き、表面の葉脈の側脈が陥入する近縁種のウチダシクロキ（打出し黒木、学名：Symplocos kawakamii ）が、母島列島の向島には、樹高が7-8mになる近縁種のムニンクロキ（無人黒木、学名：Symplocos boninensis ）があり、両種とも環境省の絶滅危惧IA類(CR)に選定されている。いずれも本土のクロキに近縁だが、小笠原の3種の遺伝的距離はごく近い。本土から渡ってきた1種が小笠原で分化したと考えられる。

## 保全状況評価
絶滅危惧IB類 (EN)（環境省レッドリスト）
2000年までは絶滅危惧IA類(CR)。